# 日特河
日特河（法語：Gitte，亦作，法語發音：[ʒit]）是法国大東部大區孚日省的河流，是馬東河的右支流，长22.2千米，发源自阿罗勒，于伊蒙流入马东河。